# Aeromonas punctata
Aeromonas punctata (syn. A. hydrophila, A. iquefaciens, Bacillus punctatus, Pseudomonas punctata) es una eubacteria gram negativa del género Aeromonas. La bacteria se encuentra en aguas residuales, agua dulce y en animales. La bacteria posee peptidasas, que emplea para producir fitohemaglutinina.